# Міненко Олеся Василівна
Олеся Василівна Міне́нко (30 липня 1985) — український філолог, науковець, кандидат філологічних наук, викладач англійської мови, волонтер. Доцент кафедри мовної підготовки Національного університету цивільного захисту України.

## Життєпис
Народилася у місті Черкаси, закінчила Черкаську спеціалізовану школу № 27 та факультет романо-германської філології Черкаського національного університету імені Богдана Хмельницького. Працює на кафедрі мовної підготовки у Національному університеті цивільного захисту України. У 2018 році проходила стажування у західно-фінському коледжі (Фінляндія) та отримала сертифікат на володіння англійською мовою рівня С1.

## Роботи
Є авторкою та співавторкою 80-ти наукових праць, 10 навчальних підручників і монографії «Українська шекспіріана 19 століття».

### Авторські свідоцтва
1. Свідоцтво про реєстрацію авторського права на науковий твір «Українська мова за професійним спрямуванням»: навчальний посібник № 88923 від 23.05.2019. Автори: Міненко О. В., Снісаренко Я. С., Хряпак С.О;
2. Свідоцтво про реєстрацію авторського права на науковий твір «Граматика англійської мови: теорія та практикум»: навчальний посібник № 88922 від 23.05.2019. Автори: Міненко О. В., Снісаренко Я. С.;
3. Свідоцтво про реєстрацію авторського права на науковий твір «Англійська мова для самостійної роботи курсантів та студентів»: навчальний посібник № 88921 від 23.05.2019. Автори: Міненко О. В., Снісаренко Я. С.;
4. Свідоцтво про реєстрацію авторського права на науковий твір «Українська мова за професійним спрямуванням. Практичний курс.»: навчальний посібник № 101936 від 21.01.2021. Автори: Міненко О. В., Снісаренко Я. С., Єремеєва Н. Ф.;
5. Свідоцтво про реєстрацію авторського права на науковий твір "Посібник для самостійної роботи з іноземної мови (англійської) за професійним спрямуванням обов'язкової загальної підготовки за освітньо-професійною програмою «Цивільний захист» підготовки здобувачів за першим (бакалаврським) рівнем вищої освіти у галузі знань 26 «Цивільна безпека» за спеціальністю 263 «Цивільний захист»: навчальний посібник № 108818 від 21.10.2021. Автори: Міненко О. В., Єремеєва Н. Ф., Крічкер О. Ю.;
6. Свідоцтво про реєстрацію авторського права на науковий твір "Посібник для самостійної роботи з англійської мови за професійним спрямуванням ОПП «Пожежна безпека»: навчальний посібник № 113510 від 29.06.2022. Автори: Ненько Ю. П., Іващенко О. А., Міненко О. В.;
7. Свідоцтво про реєстрацію авторського права на науковий твір «English Exam Trainer: експрес підготовка до ЄВІ»: навчальний посібник № 112484 від 22.03.2022. Автори: Міненко О. В.,Ненько Ю. П.;
8. Свідоцтво про реєстрацію авторського права на посібник для самостійної роботи з англійської мови за професійним спрямуванням (ОПП «Пожежна безпека»)// Посібник/ О. А. Іващенко, Ненько Ю. П., Міненко О. В.

## Волонтерська діяльність
Викладає на волонтерських засадах англійську мову для всіх охочих у Goncharenko centers education and culture.

## Відзнаки
Почесна Грамота Черкаської обласної військової адміністрації (№ 0244 від 30.09.2022 р.)
Почесна Грамота Черкаської обласної ради (№ 271 від вересня 2022 р.)
Диплом ІІІ ступеня у номінації «Найкращі посібники» від Міністерства внутрішніх справ України (від 16.10.2020 р.)